# Mitú
Mitú è un comune della Colombia, capoluogo del dipartimento di Vaupés.
L'abitato venne fondato da Miguel Cuervo Araoz nel 1935, mentre l'istituzione del comune è del 6 agosto 1974.